# Antheromorpha nguyeni
Antheromorpha nguyeni — вид двопарноногих багатоніжок родини Paradoxosomatidae. Описаний у 2019 році.

## Поширення
Ендемік В'єтнаму. Виявлений у національному парку Кон Ка Кінь у провінції Зялай на півдні країни.

## Опис
Має чорно-коричневе тіло, що контрастує з жовто-коричневими паратергою та епіпроктом, а також загостреним гоноподальним відростком, який є надзвичайно коротким, лише приблизно вдвічі коротшим за соленофор.